# Утро России
«У́тро Росси́и» — утренняя информационно-развлекательная телепрограмма телеканала «Россия». Впервые вышла в эфир 7 сентября 1998 года. Концепция, форма и общее содержание программы менялись несколько раз. В настоящее время имеет формат информационного и развлекательно-познавательного канала.
Вёрстку телеканала с первого дня выхода составляют выпуски программы «Вести», региональных новостей, прогноза погоды, новостей спорта и экономики. Также в эфир выходят репортажи на различные темы, интервью с гостями в студии, потребительские вестники.

## История

### 1998—2001 годы
7 сентября 1998 года программа в первый раз вышла в эфир. Первую версию подготовила творческая группа Игоря Шестакова «ТВ-Фильм», производившая на РТР рейтинговую программу «Вести в 11» (народ называл её «Вести с крыши»). Запустить проект в эфир руководство канала пригласило телекомпанию «ВИД» и Андрея Разбаша в качестве независимого продюсера.
Первыми ведущими программы стали известная актриса Марина Могилевская, Елена Старостина, Маша Царёва и другие. Соведущим «работал» забавный пластилиновый персонаж «дядя Миша», который «вёл» до этого программу «С добрым утром!» с Александром Гуревичем. В рамках канала состоялась премьера программы «Новости Москвы» (руководитель — Игорь Шестаков), просуществовавшей в утреннем эфире РТР до февраля 2001 года (её заменила программа «Вести-Москва»).
26 октября 1998 года руководство канала из-за финансовых проблем решило отказаться от услуг телекомпании «ВИД» и производить наполнение программы собственными силами ВГТРК. По словам Андрея Разбаша, это событие сопровождал конфликт продюсеров «ВИDа» с руководителем телевизионного вещания ВГТРК Александром Акоповым. Из-за этого программа лишилась ведущих и ряда ежедневных рубрик. Эфир программы стала составлять продукция, не требующая особых затрат: отрывки развлекательных программ, музыка из архивов, мультфильмы и другое. В сетку программы включили передачу «Наш сад» и авторскую рубрику Натальи Дарьяловой «У всех на устах». Также несколько месяцев в эфир выходила телеигра Андрея Козлова «Программа передач». Игорь Шестаков в результате этих процессов в ноябре 1998 года перешёл с концепцией своего утреннего телеканала в штат ЗАО «МНВК» (ТВ-6), где на базе Службы утреннего вещания этой телекомпании начал выпускать похожую утренне-дневную информационно-развлекательную программу «День за днём». Программа существовала в эфире ТВ-6 до января 2002 года, при этом с сентября 2001 года Шестаков уже не контролировал её производство.
В феврале 2000 года неудачей закончилась попытка создания на основе утреннего блока нового информационного канала «Панорама» под руководством Александра Гурнова (такое название даже было упомянуто в части печатных телепрограмм на неделе с 21 по 27 февраля 2000 года). Блок сохранил своё название и наполнение.
21 февраля 2000 года в рамках программы состоялась премьера передачи «Семейные новости» (руководитель — Валерий Комиссаров).
В июле 2000 года руководитель РТР Александр Акопов пригласил Михаила Борзина на должность продюсера телеканала. Последний привёл с собой на канал часть своей команды из программы «Навигатор» канала «ТВЦ». Ранее разрозненные редакции «Новостей Москвы», «Семейных новостей» и «Хороших новостей» объединились в одну. В итоге 11 сентября 2000 года в эфире появился блок, состоящий из 10-минутных программ «Бюро вопросов» и «Бюро ответов», которые вёл Борзин. Общее оформление утреннего блока обновилось. Изменения претерпела и постоянная рубрика «Новости Москвы», сменив название на «Городские новости». Отныне региональные ГТРК имели возможность запускать свои информационные выпуски в рамках «Городских новостей». Формат всех региональных новостей изменился в соответствии с общим форматом (например, по Москве и области выходила программа «Московское бюро вопросов и ответов»). Постепенно начали появляться новые рубрики — «Открытая таможня», «Утро с „Аргументами и Фактами“» (совместный проект с еженедельником «АиФ») и другие.

### 2001—2002 годы
19 февраля 2001 года программа была закрыта. Весь штат редакции был распущен, закрыты все проекты, кроме «Семейных новостей», «Открытой таможни» и некоторых других. Утренний эфир РТР заняли телесериалы, детский сериал «Телепузики» и мультфильмы, а также выпуски «Вестей». Место «Городских новостей» занял новый проект канала — «Вести-Москва». В течение 2001—2002 годов в утреннем эфире появились несколько новых программ: «Экспертиза РТР», созданная коллективом успешной программы НТВ «Впрок», «Национальный доход», воссозданный из субботней еженедельной экономической программы РТР, затем «Афиша» и «Дорожный патруль», переехавшая с телеканала ТВ-6 после его закрытия в январе 2002 года. Продолжали выходить программы «Дежурная часть», «Утро с „Аргументами и фактами“».
С 12 марта 2001 по 8 февраля 2002 года утренний телеканал «Доброе утро, Россия!» выходил в аудиоварианте на радиостанции «Радио России».

### 2002—2007 годы
11 февраля 2002 года утренний блок был возрождён под названием «Утро на РТР». Отличительными чертами нового формата стали упорядочение сетки вещания утреннего эфира, сокращение хронометража многих передач и появление 15-минутного аналитического блока, включившего как новые программы «Хронограф», «Мусульмане», «Вся Россия», «Москва-Минск», «Колоссальное хозяйство», так и старые форматы — «Дежурная часть», «Открытая таможня». В сетке вещания остались все прежние рубрики: «Экспертиза РТР», «Афиша», «Семейные новости», «Православный календарь». Неизменно выходили «Вести» и «Вести-Москва». Общее оформление приобрело черты былого единства: атрибутами блока стали чашки, часы, Шуховская башня на Шаболовке и музыка, использовавшаяся в старых передачах Второй программы Центрального телевидения.
Но всё же в связи с развитием утреннего вещания других телеканалов (в частности ОРТ и НТВ), рейтинг «Утра на РТР» неизменно падал. Не выдерживали конкуренции ни аналитический блок, ни новая программа бывшего парламентского корреспондента НТВ и «ТВ-6» Эрнеста Мацкявичюса «Пролог», на которую руководство канала возлагало большие надежды. На РТР назначили нового генерального директора Антона Златопольского, который начал реконструкцию с утреннего эфира. Для создания нового утреннего информационного канала были приглашены Игорь Шестаков, начавший в 1998 году утренний канал на РТР, и Александр Олейников, в разное время работавший генеральным продюсером телекомпаний «ТВ-6» и НТВ. Ими была вновь создана студия «Утро», выпустившая в эфир за 3 недели трёхчасовой ежедневный канал. Название решили оставить прежнее — «Доброе утро, Россия!».
26 августа 2002 года был создан ежедневный утренний информационный канал «Доброе утро, Россия!». Набор программ, выходивший до появления новых продюсеров, был перестроен. О той работе Игорь Шестаков корреспонденту газеты «Время новостей» сказал: «Утренний эфир был хаотичен, набор программ — произволен, и понять, по какому принципу они формировались и почему они расставлялись в эфире, было невозможно». В эфире остались только самые рейтинговые программы: «Экспертиза», «Афиша», «Экономика», «Дорожный патруль». Короткие выпуски программы «Вести» и «Вести-Москва» (первый выпуск в 5:50, далее, с 6:00 до 8:30, на 15-й и 45-й минутах часа) выходили с продолжительностью — 7-10 минут.
Новый блок стал выходить по будням с 5:45 до 8:45, а с 11 августа 2003 года (в связи с увеличением хронометража утреннего канала до 3 часов 45 минут) короткие выпуски программы «Вести» и «Вести-Москва» — на 15-й и 45-й минутах часа с 5:00 до 8:30 (5:15, 5:45, 6:15, 6:45, 7:15, 7:45 и 8:15).
Отныне весь эфир на все регионы страны стал прямым: от Камчатки до Калининграда телезрители смотрели «живой» эфир со всеми его преимуществами и недостатками.
На первом этапе существования программы его работа обеспечивалась бригадами ведущих по четыре человека: один из них представлял главные новости дня и проводил интервью с гостем посредством телемоста с ним, другой анонсировал предстоящие события дня, а также представлял неполитические новости, третий рассказывал основные спортивные новости, а четвёртый представлял прогноз погоды на день. Регулярно между ведущими происходили диалоги по той или иной теме. Бригад ведущих было три: одна работала на московский часовой пояс, другая — на дальневосточные «дубли», а третья отдыхала от работы. Каждую неделю эфирные бригады чередовались ролями между собой.
Ведущими программы стали звёзды российского телевидения: Анастасия Чернобровина, Алексей Лысенков, Ольга Иванцова, Эрнест Мацкявичюс, Олеся Лосева, Илья Легостаев, Светлана Родина, Дмитрий Губерниев, Евгений Гинзбург, Антон Зайцев, Юрий Липатов и другие.
Рейтинги телеканала «Россия» подскочили и достигли небывалых прежде отметок. В отличие от конкурентов, программа полностью отказалась от развлекательных составляющих, сделав упор на информации: политической, экономической, спортивной, потребительской и т. д. Хронометраж рубрик и репортажей был сокращён до минимума (по меркам прежних форматов канала): до 2—3 минут. Эфир очистился от долгих задушевных бесед с гостями в студии, поменяв их на сжатые короткие интервью по главной теме. Выпуски прогноза погоды и новостей спорта выходили каждые полчаса, как и основные выпуски программы «Вести» и региональных новостей. Они в свою очередь тоже были урезаны до 5—8 минут (каждый выпуск).
С сезона 2004/2005 годов программу стали представлять две постоянные пары ведущих по принципу «неделя через неделю». На разные «дубли» пары ведущих были разными, как и раньше, но при этом они не чередовались больше по часовым поясам. На московский часовой пояс программу вели Игорь Дерюгин и Анастасия Чернобровина на одной неделе и Эрнест Мацкявичюс и Светлана Родина (весной 2005 года её сменила Кристина Аристова) — на другой, на восточные «дубли» — Владислав Завьялов и Милена Симонова на одной неделе и Артём Абрамов и Дарья Спиридонова на другой. Таким образом, суммарное число ведущих программы сократилось. Отличительной чертой утреннего канала на «России», в сравнении с НТВ или «Первым каналом», стала информационная составляющая с оперативным новостным вмешательством и изменением хода всей программы в связи со срочными сообщениями. Этому поспособствовало наличие прямого эфира на все российские регионы.
В связи с высоким рейтингом руководство телеканала «Россия» решило выпускать программу без выходных дней, то есть к основным будничным четырёхчасовым выпускам добавить ещё двухчасовые выпуски по субботам и воскресеньям. Первые такие выпуски появились 18 июня 2005 года, и отличались уклоном на развлекательное вещание. Совместно с радиостанцией «Маяк» проводились параллельные трансляции на ТВ и радио одновременно. Познавательных сюжетов стало больше, чем информационных рубрик. Появились рубрики о звёздах эстрады и кино, в состав программы вошла программа «Студия „Здоровье“». Выпуски прогноза погоды стали вести прямо с улиц Москвы. Также в программе появился «Хит-парад» радио «Маяк» и связанные с ним музыкальные клипы. Гости в студии стали чувствовать себя более свободно, и манера подачи материала стала более свободной и доступной среднестатистическому зрителю. Выпуски выходного дня нашли своего зрителя.
С 5 февраля 2007 года программа выходит с новым оформлением и в новой студии, которая используется и по сей день. С этого же времени выпуски программы «Вести», выходящие каждые полчаса, также снимаются в этой студии под названием «Вести-Утро». Ранее они выходили из места съёмок дневных выпусков — большого ньюсрума.
С 25 июня 2007 года программа стала выходить в эфир в сильно сокращённом варианте — с 5:00 до 7:50, и, таким образом, стала заканчиваться намного раньше подобных утренних передач «Первого канала» и НТВ (7:50 против 9:00). Освободившийся телечас эфира заняли повторы старых документальных фильмов канала. После новогодних праздников 2008 года (с 14 января того же года) программа снова стала выходить с хронометражем 4 часа.

### 2008—2014 годы
Из-за падения зрительского интереса к сжатой информационной подаче материала руководство телеканала «Россия» решило сменить формат программы. Действуя методом проб и ошибок, в утреннем эфире стали выпускать новые рубрики, такие как «Стиль» с Романом Макеровым, «Похудей с Хаустовым», «Звездный дом» с Дмитрием Хаустовым и другие. Но наиболее интересными для зрителей стали акция «7 чудес России» и рубрика Октябрины Ганичкиной «Удачная дача». 30 августа 2008 года были закрыты субботние выпуски программы, ещё раньше, 16 апреля 2006 года, воскресные.
В октябре 2008 года в рамках этого телеканала открылся новый формат — шоу «Звёздное утро» с новыми ведущими: Ольгой Будиной, Дмитрием Харатьяном, Олегом Газмановым и Ангелиной Вовк. Шоу выходит с 8:00 до 8:55 (с 5:00 до 8:00 программа продолжает выходить в прежнем формате). Рейтинги программы заметно прибавились.
С сентября 2009 года программа решительно меняет стиль: теперь это четырёхчасовое шоу в стиле «инфотейнмент». Кроме того, программа возобновила сотрудничество с телеканалом «Спорт», появился прогноз погоды.
В сезоне 2009/10 года отказались от рубрики «Кулинарная книга» и шоу «Звёздное утро». С 21 сентября 2009 года программа увеличивает время вещания.
11 января 2010 года изменено графическое оформление программы и региональных «окон». Название также было изменено на «Утро России». Во время федерального вещания до 1 октября 2010 года программа вещала в «искусственном» формате 14:9.
Примерно в это же время на базе «Утра России» выходила программа «День за днём» на телеканале «Страна» (названа по аналогии с утренней программой на ТВ-6 под тем же названием, к выпуску которой в 1998—2001 годах были причастны Игорь Шестаков и многие ведущие и корреспонденты «Утра»).

### С 2014 года
C 1 декабря 2014 года программа для европейских зрителей телеканала «Planeta RTR» выходит на час раньше в связи с выходом в эфир 11-часового (по московскому времени) выпуска «Вестей». Основные ведущие в программе остались неизменными — это пары Анастасия Чернобровина и Андрей Петров / Елена Ландер и Владислав Завьялов / Елена Николаева и Денис Стойков.
12 января 2015 года графическое оформление программы и региональных новостей в очередной раз изменилось.
20 апреля 2015 года хронометраж программы увеличился. Теперь она выходит с 5:00 до 9:00/9:55. Также появился выпуск «Вестей» в 9:00, имеющий продолжительность 15 минут и снимающийся в большой студии. Позднее выпуск стал выходить из прежней студии «Вести. Утро» и имеет хронометраж 25 минут. Некоторые региональные ГТРК с 9:00 до 9:55 транслируют местные выпуски новостей и программы собственного производства, в том числе на национальных языках.
С 1 июня 2015 года утренние выпуски программы «Вести-Москва» снова стали выходить в студийном формате с ведущим в кадре, съёмки проходили в этой студии.
Начиная с 29 июня 2015 года программа снимается в формате 16:9. С 10 августа того же года выходит на телеканале «Россия-1 HD» (до 30 июня 2016 года — «Россия HD»).
С 10 июня 2016 года выпуски программы стали выходить в качестве HD вместо SD.
С 15 сентября 2018 года программа возобновила показ по субботам с 5:00 до 8:40.
30 и 31 марта 2020 года программа временно выходила с 5:00 до 9:00, вместо 5-го часа (а также программы «О самом главном») транслировались повторы телеигр «Пятеро на одного» и «Сто к одному». Это связано с объявленной президентом Российской Федерации нерабочей неделей из-за распространения коронавируса.
С 6 октября 2021 года беременную Елену Николаеву временно заменила новая ведущая Вера Красова.
С 27 февраля 2023 года, спустя 16 лет, утренние новости на европейскую часть России вновь выходят из большой студии «Вестей», в выпусках по субботам «Вести» также выходят из большой студии, без региональной вставки. Однако утренние выпуски в программе «Вестей» 7 октября 2024 года выходили снова из старой студии (с 5:30) из-за хакерской атаки на ВГТРК.

## Рубрики
За время существования программы часто вместе с форматом не раз менялся и состав рубрик. Также в рамках утреннего канала проводились различные акции.
- Вести (в 2007—2023 годах — «Вести. Утро») (с 1998 года)[43]
- Вести. Местное время (выпускаются в эфир региональными филиалами «ВГТРК») (с 1998 года)[44]
- У всех на устах (1998—1999)
- Наш сад (1998—1999)
- Программа передач (1998—1999)
- Пресса/Бумажные новости (1998—2001, 2003—2008)
- Утренний репортаж (1998—2001)
- Утренний разговор (1998—2001, в 2003 году выходила как отдельная программа с Дмитрием Киселёвым)
- Утренняя гимнастика (1998—2001, 2018—2022)
- Спорт (1998—2001, 2002—2008) (с февраля по август 2002 года и в 2007—2008 годах под названием «Вести-Спорт» рубрика выходила совместно с информационной службой телеканала «Спорт»)[45]
- Дайджест юмористических и развлекательных программ (1998—2001)
- Мультфильм (1998—2001)
- Музыка (1998—2001, 2005)
- Дежурная часть/Вести. Дежурная часть (1998—2002)
- Колоссальное хозяйство (1998—2002)
- Православный календарь (1998—2002)[46]
- Новости Москвы (1999—2000)
- Семейные новости/Другие новости (2000—2004)
- Городские новости (2000—2001)
- Утро с «Аргументами и Фактами» (2000—2001)
- Бюро вопросов, бюро ответов (2000—2004)
- Открытая таможня (2000—2004)
- Хронограф (февраль-август 2002)
- Мусульмане (февраль-август 2002)
- Вся Россия (февраль-август 2002)
- Москва-Минск (февраль-август 2002)
- Федерация (февраль-август 2002)
- Национальный доход (2002—2004)
- Вести-Москва (2002—2016)[47]
- Прогноз погоды/Погода (с 2002 года)
- Экспертиза РТР/Экспертиза (2002—2004)
- Афиша (с 2002 года, сначала как рубрика с Татьяной Шешуковой (Арно), позже — как самостоятельная рубрика)[48]
- Дорожный патруль (2002—2006)[49][50]
- Экономика/Потребительские новости/Экономия (2002—2008)[51]
- Горизонты (2002—2008)
- Всемирные новости/Каналы мира/Российское ТВ/Новости каналов мира и интернета/Новости со всего света (2002—2009)
- Тема дня (2002—2008)
- Культура (2002—2009)
- Новости (2003—2006)
- В России (2003—2006)
- Новости часа (2004—2006)
- Региональные новости (2004—2007)
- Автоновости/Тест-драйв/Авто-утро (с 2004 года)
- Хит-парад «Радио Маяк» (2005)
- Студия «Здоровье»/Здоровье (2005—2009)
- Совместные эфиры с радиостанцией «Маяк» (2005—2007)
- Все утра мира (с 2005 года)
- Гость в студии (с 2006 года)
- Персона (2006—2007)
- Подробности/Новости дня (2006—2009)
- Патруль качества (2006—2008)
- IT-новости (2007)
- Стиль (2007)
- Отзовись! (2007)
- Моя планета (2007—2008)
- Похудей вместе с Хаустовым! (2007—2008)
- Звёздный дом с Дмитрием Хаустовым (2007—2008)
- Лучший дачник (2007—2008)
- Это — Россия! (2007—2013)
- Семь чудес России/Чудеса России (2007—2013)
- Кто ходит в гости по утрам… (2008)
- Пой вместе с нами! (2008)
- Шоу-бизнес (2008)
- Вести.net (2008—2009, выходила совместно с редакцией телеканала «Вести»)
- Вести-Московская область (2008—2009)
- Удачная дача (2008—2011)
- Суперсвадьба (2008)
- Кулинарная книга (2008—2009)
- Семьи России (2008—2009)
- Бросай курить, Россия! (2009)
- Экономический прогноз (2009)
- Народный рецепт (2009)
- Светская хроника (2009, с 2021 года)
- Приоритет — здоровье!/Здоровая Россия (2009—2011)
- Блондинка хочет знать (2009)
- Полезное утро (2009)
- Российские технологии (2009—2010)
- Интервью (с 2010 года)
- Путешествие по России (2010—2013)
- Медсовет (2010—2014)
- Интервью с первыми лицами (2015)
- Книжный гид (с 2016 года)
- Счастливый случай (с 2017 года)
- Интернет-сёрфинг (с 2018 года)
- Кинорецепт (с 2018 года)
- Музыкальное утро (с 2018 года)
- По секрету всему свету (2018—2019)
- Семейные каникулы (2019)
- Национальные проекты (2020—2024)
- Астрологический прогноз (с 2021 года)
- «Жизнь и судьба» с Борисом Корчевниковым (2022—2024, выходила в московской версии и на «Дублях»)

## Персоналии
- Ведущие в настоящее время:
  - Анастасия Чернобровина (с 2002 года)
  - Владислав Завьялов (с 2003 года)
  - Андрей Петров (с 2005 года)
  - Елена Николаева (с 2015 года)[52]
  - Денис Стойков (с 2015 года, в 2006—2008 годах, основной ведущий новостей спорта)[53]
  - Анна Аксёнова (с 2018 года, ведущая рубрик «Интернет-сёрфинг», «Утренняя разминка» и «Светская хроника»)
  - Иван Затевахин (с 2018 года)
  - Светлана Абрамова (с 2020 года)
  - Вера Красова (с 2021 года)
  - Карина Чернова (с 2025 года)
  - Иван Зенкевич (ведущий автомобильной рубрики и рубрик «Тест-драйв», «Автоновости» и «Авто-утро»)
  - Вадим Заводченков (с 2008 года, ведущий прогноза погоды)
  - Мария Борисова (с 2023 года, ведущая прогноза погоды)
  - Мария Лягина (с 2023 года, ведущая рубрики «Рецепт из кино»)
  - Варвара Ермакова (ведущая рубрики «Интернет-сёрфинг»)
  - Александр Блинников (ведущий рубрики «Интернет-сёрфинг»)
  - Юлия Урусель (с 2021 года, ведущая астрологического прогноза)
  - Татьяна Лукашевич (с 2021 года, ведущая астрологического прогноза)
- Бывшие ведущие:
  - Марина Могилевская (1998)[54]
  - Маша Царёва (1998)
  - Елена Старостина (1998)
  - Алексей Лысенков (2002—2003)[55]
  - Антон Зайцев (2002—2003, ведущий новостей спорта)[56]
  - Эрнест Мацкявичюс (2002—2005)[28][57]
  - Яна Батыршина (2002—2003, ведущая новостей спорта)[58]
  - Илья Легостаев (2002—2003)[59]
  - Екатерина Григорова (2002—2004, сначала как ведущая прогноза погоды, затем основная ведущая)
  - Ольга Иванцова (2002—2004)
  - Павел Черемисин (2002—2008, ведущий новостей спорта)
  - Дмитрий Губерниев (2002—2008, ведущий новостей спорта)
  - Олеся Лосева (2002—2003)[60]
  - Светлана Родина (2002—2005)
  - Евгений Гинзбург (2002—2008, ведущий прогноза погоды)
  - Владимир Сафронов (2002—2004, ведущий рубрики «Экспертиза»)
  - Алексей Попов (2003—2005, ведущий новостей спорта)
  - Ольга Васюкова (2003—2008, ведущая новостей спорта)
  - Дарья Лаврова (2003—2008, сначала как ведущая прогноза погоды, затем ведущая новостей спорта)
  - Зоя Милославская (2003)
  - Милена Симонова (2003—2006)
  - Юрий Липатов (2003—2004)[61]
  - Олег Денисов (2003—2004, ведущий новостей спорта)[28]
  - Дарья Сметанина (2003—2008, ведущая прогноза погоды)
  - Игорь Дерюгин (2003—2007)
  - Артём Абрамов (2003—2005)
  - Всеволод Нерознак (2004—2005)[62]
  - Дарья Спиридонова (2004—2009, в 2006—2007 годах — ведущая рубрики «Персона»)
  - Евгений Пискунов (2004—2006)
  - Ольга Теплова (2004—2005, Дальний Восток)
  - Владислав Копп (2004—2005, Дальний Восток)
  - Иван Поляков (2005)
  - Кристина Аристова (2005—2008)
  - Вера Тарасова (2005, 2007—2008, сейчас ведущая утренних выпусков «Вести» (в 2007—2023 годах — «Вести. Утро»)
  - Дмитрий Хаустов (2005—2011)[63]
  - Екатерина Коновалова (2005—2007, основная ведущая и ведущая рубрики «Здоровье»)[64]
  - Михаил Сёмин (2006—2008, ведущий новостей спорта)
  - Дмитрий Нестеров (2006—2008, ведущий новостей спорта)
  - Ольга Смирнова (2006—2009, ведущая рубрики «Здоровье»)
  - Александр Синютин (2006—2007)
  - Ирина Муромцева (2007—2014)[65]
  - Роман Макеров (2007, ведущий рубрики «Стиль»)
  - Михаил Милославский (2007—2008, ведущий прогноза погоды)
  - Александр Кузмак (2007—2008, ведущий новостей спорта)
  - Аркадий Шароградский (2007—2008, позже ведущий утренних выпусков «Вести. Утро»)
  - Николай Табашников (2007—2009, ведущий рубрики «Все утра мира»)
  - Евгений Лесной (2008, ведущий рубрики «Шоу-бизнес»)[66]
  - Владимир Аверин
  - Октябрина Ганичкина (2008—2011, ведущая рубрики «Удачная дача»)
  - Олег Газманов (2008—2009)
  - Дмитрий Харатьян (2008—2009)
  - Ольга Будина (2008—2009)
  - Ангелина Вовк (2008—2009)
  - Ольга Грозная (2008)
  - Светлана Драган (2009, ведущая рубрики «Экономический прогноз»)
  - Григорий Бегларян (2009, ведущий рубрики «Экономический прогноз»)
  - Гражина Чаплин (2009, ведущая рубрики «Светская хроника»)
  - Елена Волосюк (2010—2023, основная ведущая прогноза погоды)
  - Елена Ландер (2014—2020[67][68]; в феврале 2017 — также корреспондент в Сухуми)
- Руководитель программы: Елена Ивлиева
- Исполнительный продюсер: Мария Лягина
- Шеф-редактор группы подготовки эфира: Зоя Фаерштейн (Руткевич)
- Шеф-редактор гостевого отдела: Елена Волохова (до 2023 года), Оксана Пименова (с 2023 года)
- Шеф-редакторы выпуска программы «Утро России»:
  - Владимир Беньяш
  - Ирина Кадыкова (2000-е)
  - Оксана Гусельникова (с сентября 2023 года)
  - Андрей Бахтин (до сентября 2023 года)
  - Сергей Капков (до 2017 года)
  - Сергей Майоров (1998, бригада Н. Григорьевой и А. Дружинина)[69]
- Режиссёры-постановщики:
  - Дмитрий Кудинов
  - Константин Лемешко (до 2023 года)
  - Валерий Мануйлов (с 2024 года)
  - Наталья Имприс (Офицерова) (главный режиссёр, до 2019 года)
- Руководители прошлых лет:
  - Андрей Разбаш (1998)
  - Игорь Шестаков (1998, 2005—2012)
  - Екатерина Сергеева (1998—2000)
  - Александр Олейников (2002—2005)
  - Шеф-редакторы выпуска программы «Вести-Утро»:
    - Владимир Беньяш
    - Дмитрий Скоробутов (2006—2016)[70][71]
    - Евгений Майструк
    - Михаил Баранов[72]
    - Наталья Щедринская